# FIFA 18
《國際足盟大賽18》是一款由EA加拿大、EA罗马尼亚开发並由美商藝電所发行的足球電子遊戲。本作品是《國際足盟大賽》系列的第25部作品。遊戲於2017年9月29日於全世界上市。遊戲平台為PlayStation 4、任天堂Switch、Xbox One、Xbox 360、PlayStation 3。本作品是系列继《FIFA 15》之后再次登陆任天堂的游戏机平台，也是除《FIFA Online》作品以外的系列首次简体中文化，但是任天堂Switch版本不支持中文。

## 遊玩
以罗纳尔多為首的遊戲中部份知名傳奇球星將會加入Play Station 4版FUT的陣營，故本作不會再有Xbox One版獨家傳奇球星。

### 「足球征程：Hunter回歸」
EA 的CEO Andrew Wilson在2017季度財務報告會議透露，因應去年玩家的反應，《FIFA 18》會在「足球征程」故事模式上作出強化，主角在出道奮鬥一年後會有第二個賽季。

### Career Mode

#### U23梯隊
今集亦加入了不少Football Manager方面的元素於當中。在網上發放的資料可見，今集大家可以培養一支U23隊伍出賽，而且更有U23聯賽的存在，玩家亦可以自由將一隊及U23隊伍的球員交換。

#### 轉會系統更新
今集買賣球員方面與上一集的模式大約相近，都是由轉會費、人工條款兩方面著手，但由初步見面到正式簽約，一連串過程都不再以冷冰冰的文字交代，反之其運用了生動的畫面(採用了上集「足球征程」 故事模式主角Alex Hunter的方式)去交代整件轉會的過程。由與對方球會談判轉會費用/用球員換人等等，直到與新球員傾球員合同，玩家都可以即時選擇不同的項目去決定簽下球員與否。

### 陣式
今集在陣式上亦增添3-5-1-1, 3-1-4-2, 4-1-3-2三款新陣式，以貼近現今球壇戰術的革新。而各玩家亦可於賽前設定好哪位玩家負責十二碼、近距離或遠距離罰球等等，不用再如前幾集以能力值取決的情況。

### PRO CLUB

#### 外表、造型上改造
如上集一樣，大家可以繼續塑造自己心目中的樣子，今集亦會增添不同髮型、慶祝入球動作。自己的球會方面，亦可以自己DIY主場以及「作客」的球衣。

#### 球員能力、位置上改動
今集的球員仍要以升級Level的方式去育成球員，在每場比賽當中賺取不同的"skill points"，及後各技能會以「樹形圖」循序漸進的方式來升各項技能，而各玩家亦可利用每個"skill points"去專注於提升球員某個方面的特性。
（與FIFA17不同，17的升技能方式主要視乎球員本身場上位置的表現，例如是踢前鋒的話，埋門、頭鎚的能力會升得比較快。）

## 遊戲開發
《FIFA 18》的Window、PlayStation 4和Xbox One平台版本将继续使用寒霜引擎，而新推出的Switch版將不會使用Frostbite引擎技術，Switch版的《FIFA 18》遊戲會特別定制，以配合該主機的機能。故事模式「足球征程：Hunter回歸」亦不會出現在Switch版裡面。

## 行销

### 预购
《FIFA 18》推出了三個版本：標準版、RONALDO（C.朗拿度）版，以及超級球星版（標誌版）。《FIFA 18》预订不同版本可以获得不同的预购奖励。《FIFA 18》RONALDO（C.朗拿度）版可以提前3天率先遊玩《FIFA 18》、獲得20套大型高級黃金FUT組合包、C.朗拿度租借球員以及8件特別版FUT球衣。而《FIFA 18》超級球星版除了可以提前預購可早3天率先遊玩FIFA 18及獲得40套大型高級黃金FUT組合包、C.朗拿度租借球員以外。还能获得罗纳尔多租借球員以及TOTW租借球員組合包。

## 发售
《FIFA 18》于2017年9月29日在Windows、PS4、PS3、Xbox 360、Xbox One和任天堂Switch平台上发售。本作的封面人物由應屆世界足球先生基斯坦奴·朗拿度擔任。而傳奇球星——另一位罗纳尔多亦成為超級球星版（標誌版）的封面人物。

### 2018年FIFA世界盃更新
遊戲商EA於2018年4月30日公佈，將會以免費更新方式，發放2018年FIFA世界盃的內容，包括32支世界盃決賽週球隊及全部12座球場。有關更新於2018年5月29日於PC、任天堂Switch、PlayStation 4及Xbox One發放。